# Día Naranja
ÚNETE, la campaña del Secretario General de la ONU para poner fin a la violencia contra las mujeres, proclama el día 25 de cada mes como Día Naranja.
El día naranja es en pro de la mujer y se celebra cada 25 de cada mes.

## Celebración
En julio de 2013, la campaña ÚNETE para poner fin a la violencia contra las mujeres, del Secretario General de la Organización de las Naciones Unidas, administrada por ONU Mujeres, ha proclamado el día 25 de cada mes como “Día Naranja”: un día para generar conciencia y prevenir la violencia hacia las mujeres y niñas.

## 2019-2020
"En 2019 y 2020, la campaña ÚNETE incluirá sus actividades de promoción en la campaña global de ONU Mujeres Generación Igualdad, que celebra el 25º aniversario de la Declaración y Plataforma de Acción de Beijing. Como referencia mundial de los derechos de las mujeres y las niñas aprobada unánimemente por 189 Estados Miembros en 1995, la Plataforma de Acción de Beijing establece medidas y objetivos estratégicos en 12 esferas de especial preocupación, incluido el fin de la violencia contra las mujeres y las niñas."[cita requerida]
La Universidad Nacional Autónoma de México iluminó, la noche del martes, 24 de noviembre del 2020, de naranja la Biblioteca Central, en la Ciudad Universitaria.

## 2018
"En los últimos años, las voces de sobrevivientes y activistas, mediante campañas como la de #MeToo o #YoTambién, #TimesUp, #Niunamenos, #NotOneMore y #BalanceTonPorc, entre otras, han ido ganando un protagonismo que ya no puede seguir siendo ignorado. Las y los activistas entienden que si bien los nombres y los contextos pueden variar en función de los distintos lugares geográficos, las mujeres y las niñas de todo el mundo sufren maltratos generalizados y sus historias deben salir a la luz."
Por eso el tema de activismo mundial de la campaña ÚNETE de este año es: Pinta el mundo de naranja: #EscúchameTambién Archivado el 25 de noviembre de 2018 en Wayback Machine.

## 2017

### Temas para el Día Naranja en 2017
| Mes              | Tema |
| ---------------- | --- |
| 25 de noviembre  | «Que nadie se quede atrás: pongamos fin a la violencia contras las mujeres y las niñas en toda cantidad».                 |
| 25 de octubre    | Violence against women in rural communities Archivado el 1 de diciembre de 2017 en Wayback Machine.                       |
| 25 de septiembre | Violence against older women’ Archivado el 1 de diciembre de 2017 en Wayback Machine.                                     |
| 25 de agosto     | Violence against women in humanitarian crises Archivado el 1 de diciembre de 2017 en Wayback Machine.                     |
| 25 de julio      | Cyber violence against women Archivado el 1 de diciembre de 2017 en Wayback Machine.                                      |
| 25 de junio      | Violence against women and girl refugees Archivado el 7 de marzo de 2018 en Wayback Machine.                              |
| 25 de mayo       | Mobilizing resources to end violence against women and girls Archivado el 1 de diciembre de 2017 en Wayback Machine.      |
| 25 de abril      | Violence against indigenous women and girls Archivado el 1 de diciembre de 2017 en Wayback Machine.                       |
| 25 de marzo      | Violence against Women and Girls with Disabilities Archivado el 1 de diciembre de 2017 en Wayback Machine.                |
| 25 de febrero    | Violence Against Women and Girls and Women’s Economic Empowerment Archivado el 1 de diciembre de 2017 en Wayback Machine. |

## 2016

### Temas para el Día Naranja en 2016
| Mes              | Tema |
| ---------------- | --- |
| 25 de octubre    | Access to justice and peaceful societies for sustainable development for women and girls Archivado el 26 de noviembre de 2016 en Wayback Machine.                                                                                        |
| 25 de septiembre | Violence against women and access to food Archivado el 26 de noviembre de 2016 en Wayback Machine. |
| 25 de agosto     | Promote sustained, inclusive and sustainable economic growth, full employment and decent work for all Archivado el 26 de noviembre de 2016 en Wayback Machine.                                                                           |
| 25 de julio      | Reduce inequality within and among countries Archivado el 26 de noviembre de 2016 en Wayback Machine. |
| 25 de junio      | Safe Education for Women and Girls Archivado el 26 de noviembre de 2016 en Wayback Machine. |
| 25 de mayo       | Water and Sanitation and Violence against Women and Girls Archivado el 26 de noviembre de 2016 en Wayback Machine. |
| 25 de abril      | “Orange the world: Raise money to end violence against women” Archivado el 26 de noviembre de 2016 en Wayback Machine. |
| 25 de marzo      | Health and Violence against Women and Girls Archivado el 26 de noviembre de 2016 en Wayback Machine. |
| 25 de febrero    | ODS 1: La pobreza y la violencia contra las mujeres y las niñas. Archivado el 26 de noviembre de 2016 en Wayback Machine. |
| 25 de enero      | Llevar algo naranja e iniciar la conversación sobre cómo tu país puede lograr la igualdad de género y eliminar la violencia contra las mujeres y las niñas de aquí al año 2030. Archivado el 26 de noviembre de 2016 en Wayback Machine. |

## 2015

### Temas para el Día Naranja en 2015
| Mes              | Tema |
| ---------------- | --- |
| 25 de noviembre  | Pinta el mundo de naranja: pon fin a la violencia contra mujeres y niñas Archivado el 24 de noviembre de 2015 en Wayback Machine. |
| 25 de octubre    | Garantizar el acceso a los servicios para las sobrevivientes de la violencia contra mujeres y niñas Archivado el 24 de noviembre de 2015 en Wayback Machine.                                                                               |
| 25 de septiembre | ‘The new global development agenda: what's next for efforts to end violence against women and girls?’ Archivado el 25 de septiembre de 2015 en Wayback Machine.                                                                            |
| 25 de agosto     | Get ready to orange the world Archivado el 25 de septiembre de 2015 en Wayback Machine. |
| 25 de julio      | ‘Orange our Future: Engaging youth to prevent and end violence against women and girls’ Archivado el 25 de septiembre de 2015 en Wayback Machine.                                                                                          |
| 25 de junio      | Where’s the money for initiatives to end violence against women and girls? Archivado el 25 de septiembre de 2015 en Wayback Machine. |
| 25 de mayo       | Utilizando la tecnología para poner fin a la violencia contra mujeres y niñas Archivado el 26 de mayo de 2015 en Wayback Machine. |
| 25 de abril      | HeForShes dicen NO a la violencia contra mujeres y niñas Archivado el 26 de mayo de 2015 en Wayback Machine. |
| 25 de marzo      | Llamado a la acción para los 16 Días de Activismo contra la Violencia de Género 2015: 'Pinta el mundo de naranja e incide para acabar con la violencia contra las mujeres y las niñas' Archivado el 26 de mayo de 2015 en Wayback Machine. |
| 25 de febrero    | Opinión a veintiún años de la Plataforma de Acción de Beijing: ¿hasta dónde hemos llegado en los esfuerzos a poner fin a la violencia contra las mujeres y las niñas? Archivado el 18 de abril de 2015 en Wayback Machine.                 |

## 2014

### Temas para el Día Naranja en 2014
| Mes              | Tema |
| ---------------- | --- |
| 25 de noviembre  | Pinta TU barrio de naranja para poner fin a la violencia contra las mujeres Archivado el 16 de julio de 2015 en Wayback Machine.                                                                              |
| 25 de octubre    | Asegurando espacios públicos seguros para las mujeres y las niñas Archivado el 4 de marzo de 2016 en Wayback Machine.                                                                                         |
| 25 de septiembre | Trabajando con artistas para poner fin a la violencia contra la mujer Archivado el 22 de diciembre de 2014 en Wayback Machine.                                                                                |
| 25 de agosto     | Di no a la violencia contra las niñas Archivado el 4 de marzo de 2016 en Wayback Machine. |
| 25 de julio      | Abordar la violencia contra las mujeres y las niñas en la economía informal Archivado el 4 de marzo de 2016 en Wayback Machine.                                                                               |
| 25 de junio      | Estimulando la participación de las comunidades deportivas para abordar la violencia contra las mujeres y las niñas en el deporte Archivado el 4 de marzo de 2016 en Wayback Machine.                         |
| 25 de mayo       | Trabajar con el sector empresarial para poner fin a la violencia contra las mujeres y las niñas Archivado el 4 de marzo de 2016 en Wayback Machine.                                                           |
| 25 de abril      | Acabe con la violencia sexual contra las mujeres y las niñas relacionada al conflicto Archivado el 4 de marzo de 2016 en Wayback Machine.                                                                     |
| 25 de marzo      | Acabe con la Mutilación Genital Femenina Archivado el 30 de abril de 2015 en Wayback Machine. |
| 25 de febrero    | Acabar con la violencia contra las mujeres y las niñas debe ser parte de la nueva agenda para el desarrollo (enlace roto disponible en Internet Archive; véase el historial, la primera versión y la última). |
| 25 de enero      | Acceso a la justicia para las sobrevivientes de la violencia Archivado el 4 de marzo de 2016 en Wayback Machine.                                                                                              |

## 2013

### Temas para el Día Naranja en 2013
| Mes                | Tema                                                                                     |
| ------------------ | ---------------------------------------------------------------------------------------- |
| Octubre de 2013    | «Espacios seguros para las mujeres y las niñas»                                          |
| Septiembre de 2013 | «Escuelas Seguras para las niñas»                                                        |
| Agosto de 2013     | «Violencia sexual en contra de mujeres y niñas en situación de conflicto» en inglés      |
| Julio de 2013      | «El Ciberespacio como espacio seguro para mujeres y niñas»                               |
| Junio de 2013      | «Tutela y cuidado del Estado para lograr espacios seguros para las mujeres y las niñas». |
| Mayo de 2013       | «Hogares seguros para mujeres y niñas»                                                   |
| Abril de 2013      | «Espacios de trabajo seguros para mujeres y niñas» en inglés                             |